# 六花之森
42°41′33″N 143°06′57″E / 42.692620°N 143.115778°E

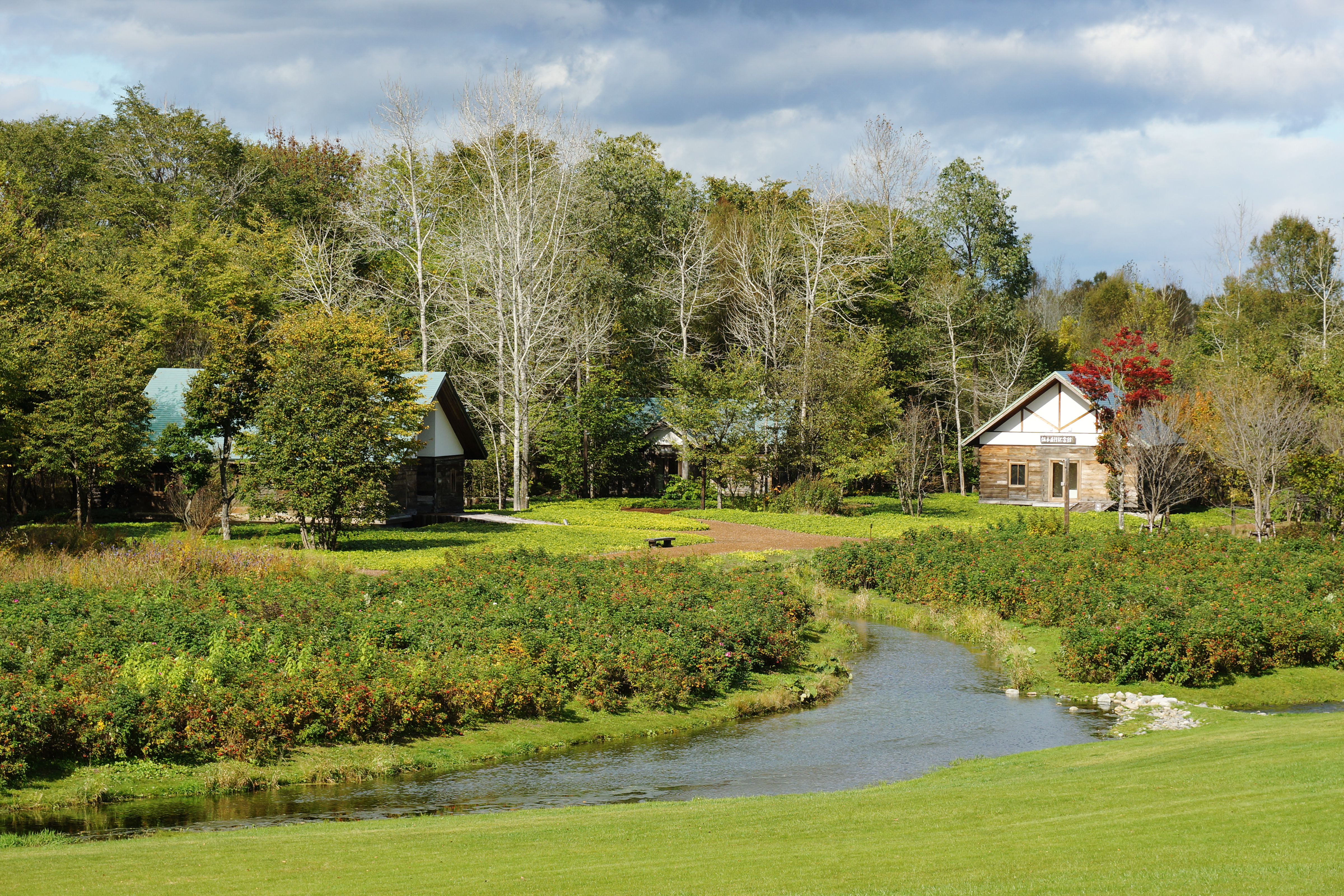
「三番川」、百瀬智宏作品館、坂本直行記念館

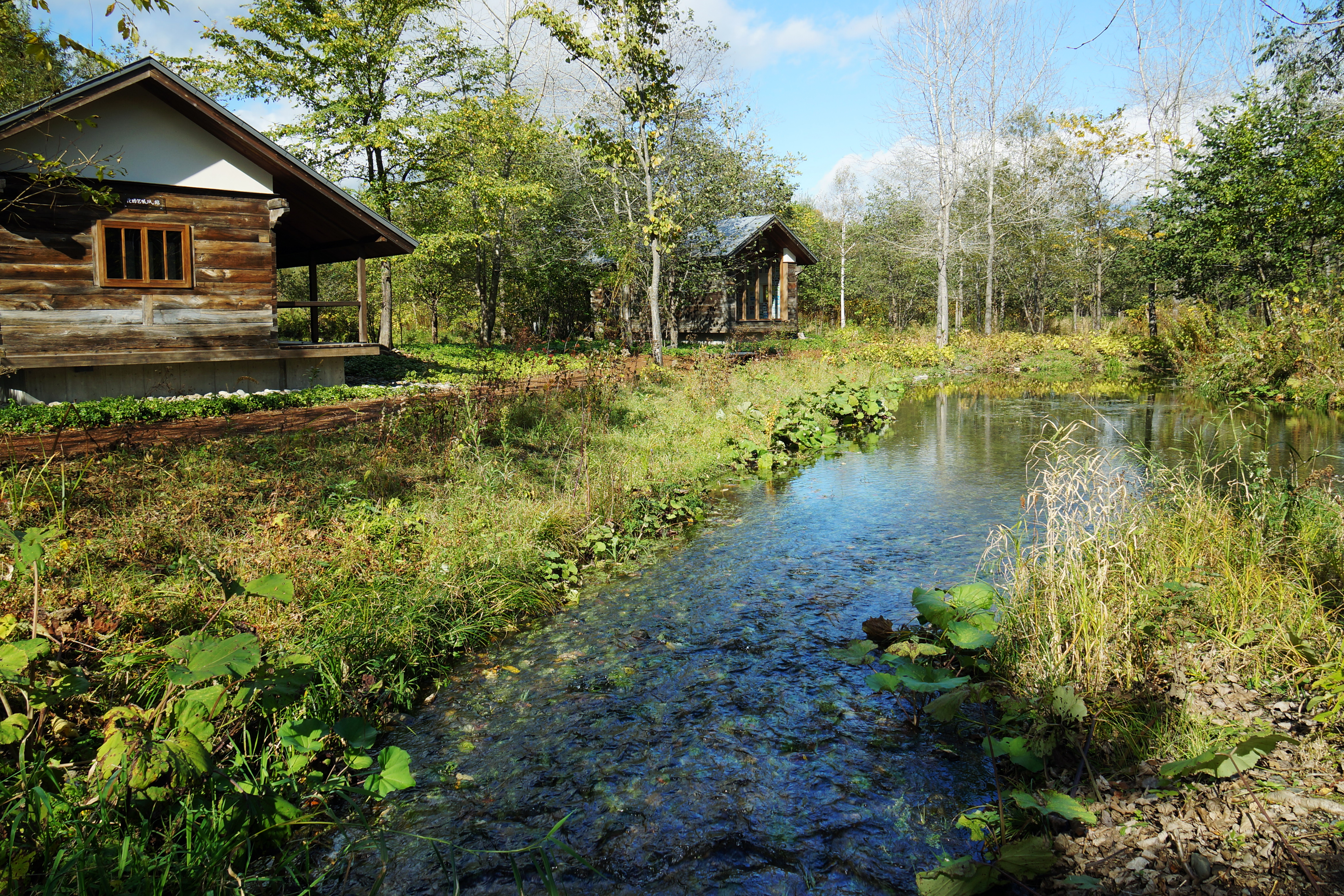
花柄包装紙館、筒倉五十周年記念館

六花之森是六花亭贊助成立的園林，位於北海道河西郡中札內村六花亭的工廠旁，正式名稱為「六花亭中札內工廠公園」，占地10公頃，園區內有小河、濕地及多座美術館。
園區自1997年2月開始動工，曾獲得日本建築美術工藝協會AACA獎2009年特別獎。

## 園區內設施
- 直行絕筆展示室 - 展示六花亭合作畫家坂本直行（日语：坂本直行）未完成的作品。
- 坂本直行記念館 - 展示描繪「十勝六花」（蝦夷龍膽（日语：エゾリンドウ）、玫瑰、大花延齢草（日语：オオバナノエンレイソウ）、豬牙花、空莖驢蹄草、白根葵（日语：シラネアオイ））等作品。
- 花柄包装紙館 - 展示採用坂本直行作品製作的六花亭包装紙及壁紙。
- 百瀨智宏作品館 - 展示畫家百瀨智宏的作品 。
- 真野正美作品館 - 展示真野正美的作品。
- 筒倉五十周年記念館 - 展示兒童詩誌「筒倉」第1期至第600期的封面 。

## 外部連結
- （日語） 六花亭 - 六花之森
- （日語） 北海道花園街道 - 六花之森 （页面存档备份，存于）